# 원복 (일본)
원복(일본어: 元服 겐푸쿠/겐부쿠[*])는 일본의 성인식 즉, 일종의 성인이 되기위한 과정이다. 무사시대에 남자가 어른이 되었다는 표시로 머리스타일과 옷을 어른식으로 바꾸고, 관(에보시)를 쓰는 의식을 말한다. 연령은 12~16세에 행해졌다.
당나라의 제도를 받아드린 것이라고 한다. 나라시대에서 헤이안시대로 넘어 갈때는 귀족사이에서 행해졌다고 한다. 그 때는 남녀 모두가 이 의식을 했었다. 하지만, 중세에 들어와서는 남성만 하게 되었다. 현재에는 그다지 행해지지 않는다.

## 같이 보기
- 통과 의례
- 성인식
- 관혼상제